# Stromateidae

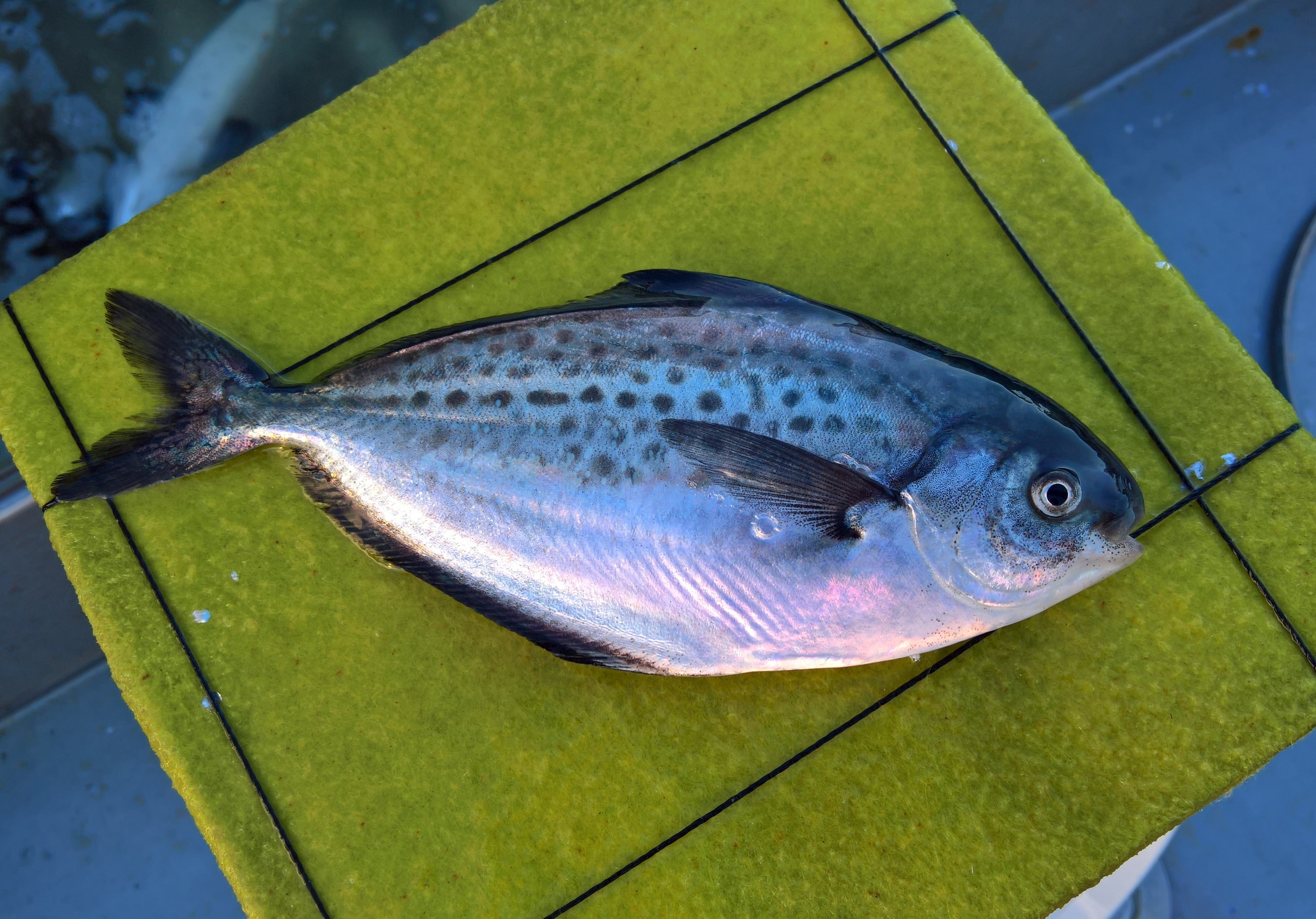
Pampanito (Stromateus stellatus) de la Región de Aysén, Chile. Forma cardúmenes cerca de las costas asociado a sardinas y anchovetas. No es comestible debido a las toxinas que posee en músculo y piel

Las palometas (familia Stromateidae) son una familia de peces marinos incluida en el orden Perciformes, distribuidos por la costa de Norteamérica, Sudamérica, oeste de África y la zona Indopacífica. Su nombre procede del griego stromatos (colcha), por su forma aplastada. También se las conoce como "pez mantequilla".
Normalmente tienen el cuerpo muy comprimido lateralmente, los adultos no poseen aletas pélvicas pero sí tienen una cintura pélvica. La aleta dorsal recorre todo el dorso de manera continua, con una aleta anal que tiene 2 a 6 espinas y el resto de radios blandos.

## Géneros y especies
Existen 17 especies agrupadas en 3 géneros:
- Género Pampus (Bonaparte, 1834):
  - Pampus argenteus (Euphrasen, 1788) - Palometa plateada o Palometón platero
  - Pampus chinensis (Euphrasen, 1788) - Palometón chino
  - Pampus cinereus (Bloch, 1795)
  - Pampus echinogaster (Basilewsky, 1855)
  - Pampus minor (Liu y Li, 1998)
  - Pampus punctatissimus (Temminck y Schlegel, 1845)
- Género Peprilus (Cuvier, 1829):
  - Peprilus alepidotus (Linnaeus, 1766) - Palometa mono o Palometa pompano
  - Peprilus burti (Fowler, 1944) - Palometa del Golfo
  - Peprilus medius (Peters, 1869) - Palometa del Pacífico (en México), Gallinazo o Pámpano (en Ecuador), o Palometa cometrapo (en España)
  - Peprilus ovatus (Horn, 1970) - Palometa de Cortés (en México) o Palometa pampanito
  - Peprilus paru (Linnaeus, 1758) - Palometa pámpano, Palometa moneda (en Cuba), Pámpano mono (en Venezuela) o Ñato (en Uruguay)
  - Peprilus simillimus (Ayres, 1860) - Palometa plateada
  - Peprilus snyderi (Gilbert y Starks, 1904) - Palometa salema, o Gallinazo (en Ecuador)
  - Peprilus triacanthus (Peck, 1804) - Palometa pintada (en España) o Palometa estrecha (en Cuba)
- Género Stromateus (Linnaeus, 1758):
  - Stromateus brasiliensis (Fowler, 1906) - Cagavino o Pampanito
  - Stromateus fiatola (Linnaeus, 1758) - Palometa fiatola o Pámpano
  - Stromateus stellatus (Cuvier, 1829) - Palometa Cagavino o Pampanito (en Chile)